# بلانته
بلانته (به ایتالیایی: Bellante) یک کومونه در ایتالیا است که در استان تیرامو واقع شده‌است.

## خصوصیات
بلانته ۴۹ کیلومترمربع مساحت و ۷٬۲۸۳ نفر جمعیت دارد و ۳۵۴ متر بالاتر از سطح دریا واقع شده‌است.